# Плюшено мече
Плюшеното мече е типична за цял свят детска играчка - една от най-широко разпространените играчки с животинска форма изобщо - изобразяваща мечка (в различни цветове и големини, с подвижни крайници или не, с очи копчета, мъниста и пр.).
В англоговорещия свят (а и не само) е позната като Teddy bear („мечка Теди“), по името на Теодор Рузвелт. През 1902 г., по време на лов край Мисисипи, приятелите на президента обградили мечка, за да му помогнат и той да отстреля нещо, но Рузвелт отказал да я убие. Случката се появила под формата на карикатура в пресата (мечката там била представена като малко мече), където я видял собственикът на един нюйоркски магазин, Морис Мичом, и поръчал да му произведат цяла серия „мечета Теди“ (от „Теодор“). Името така се харесало, че останало като нарицателно и до днес.
Понастоящем старите плюшени мечета се продават на много високи цени. За колекционерите им дори има нарочно название: „арктофили“ (от гръцки: „любители на мечки“).
Най-известното плюшено мече в историята е Мечо Пух, героят на Алън Александър Милн.